# Nirmala Sitharaman

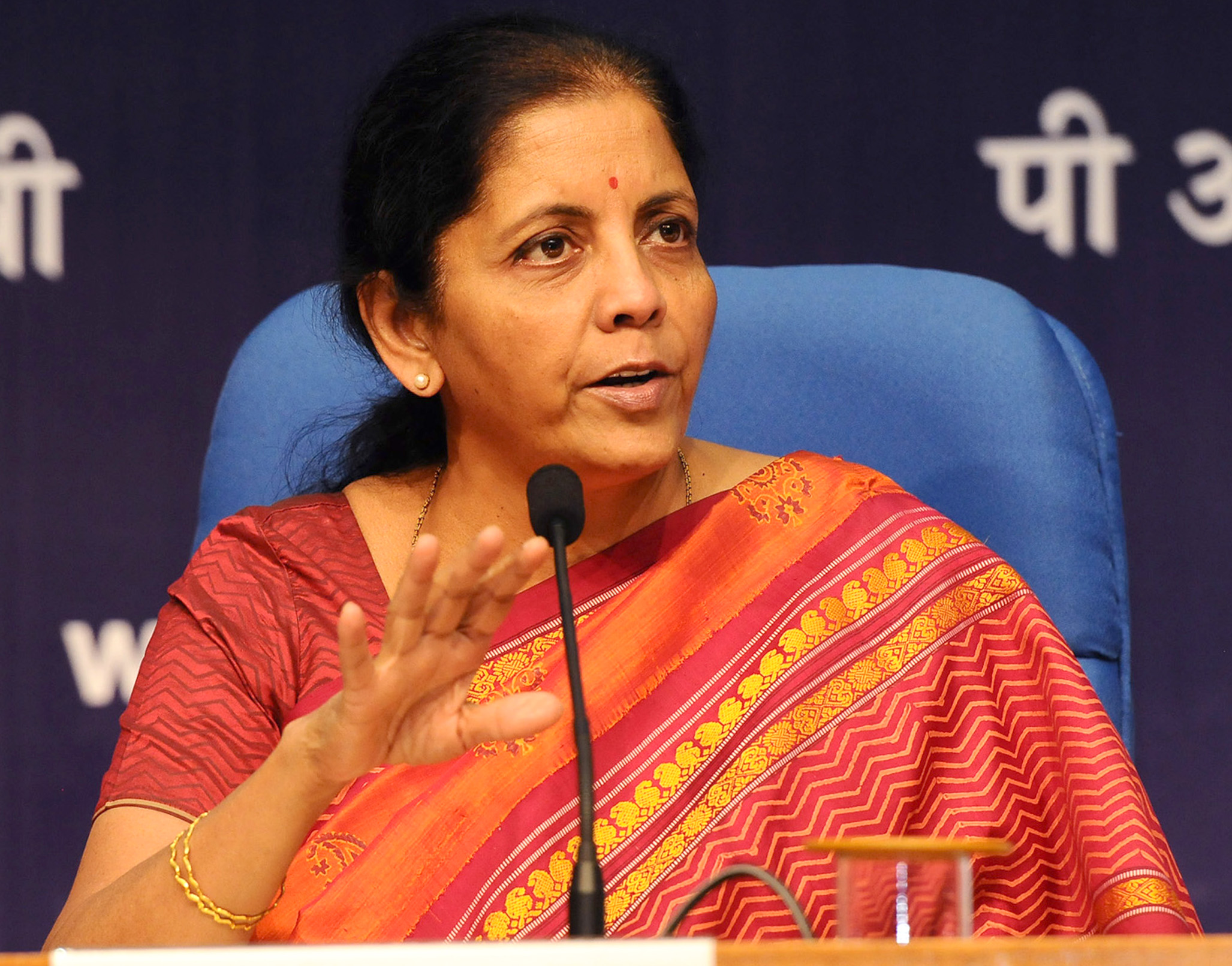
Nirmala Sitharama

Nirmala Sitharaman é uma política indiana que, desde 2019, serve como ministra das Finanças da Índia. Antes disso, ela ocupou o cargo de ministra da Defesa, sendo a primeira mulher a ocupar o cargo de forma independente.
Sitharaman, anteriormente, serviu como Ministra de Estado das Finanças e de Assuntos Corporativos sob o Ministério das Finanças e a Ministra do Comércio e da Indústria independente de carga. Antes disso, atuou como porta-voz nacional para o Partido do Povo Indiano. Quando o partido chegou ao poder, em 2014, ela foi pela primeira vez, atribuída ao Rajya Sabha de Andra Pradexe. Atualmente, ela é eleita para o Rajya Sabha de Karnataka.

## Início da vida e carreira
Nirmala Sitharaman nasceu em Madurai, Tamil Nadu, de família tâmil. Seu pai, Narayanan Sitaraman, veio de Musiri, no distrito de Tiruchirappalli, Tamil Nadu, enquanto sua mãe tinha suas raízes a partir de Thiruvenkadu e Salem. Desde que seu pai trabalhou na Indian Railways, ela passou a infância em várias partes do estado. Sitharaman estudava em Madras e Tiruchirappalli. Ela fez licenciatura em artes e licenciatura em economia na Faculdade Seethalakshmi Ramaswamy, Tiruchirapalli, e sua pós-graduação na Universidade Jawaharlal Nehru, em Nova Déli.
Sitharaman, em seguida, serviu em PricewaterhouseCoopers como uma Gerente Sênior e, mais tarde, para o Serviço Mundial da BBC.
Ela é uma dos fundadores da administração da escola Pranava, em Hyderabad, e ex-membra da Comissão Nacional para as Mulheres.

## Carreira política
Nirmala Sitharaman juntou-se ao ministério do Narendra Modi, em maio de 2014. Até então, ela estava trabalhando como parte de uma equipe de seis porta-vozes dirigido por Ravi Shankar Prasad, para o Partido do Povo Indiano.[carece de fontes?]
Ela entrou para o BJP, em 2006, ainda com o seu marido Dr. Parakala Prabhakar. Juntou-se ao Governo do Povo em 2007. Enquanto seu marido cresceu desiludido no Governo do Povo, sentiu a necessidade de sair do BJP, que falou da justiça social. No início da década de 2000, Dr Prabhakar foi o porta-voz de Andra Pradexe. Enquanto isso, Nirmala foi lentamente ganhando popularidade no BJP. Foi durante a posse de Nitin Gadkari como presidente do BJP que Nirmala Sitharaman foi inscrita como um dos seis porta-vozes do partido, em Março de 2010. Desde então, ela tem relatado sobre os canais de TV de notícias falando do BJP e de seus líderes, incluindo Narendra Modi. Curiosamente, como porta-voz do partido, ela se tornou bastante popular no governo de Modi de Gujarate, onde a sede do BJP está localizada.
Como porta-voz do BJP, Nirmala desempenhou um papel importante na corrida para as eleições de 2014. Finalmente, em 2014, o BJP ganhou as eleições gerais e passou a formar parte do governo central.
Em 26 de maio de 2014, Nirmala Sitharaman foi empossada como Ministra de Estado (Independente de Carga) para o Ministério do Comércio e Indústria, bem como Ministra de Estado das Finanças e de Assuntos Corporativos, que se inserem no âmbito do Ministério das Finanças, liderado por Arun Jaitley. Ela Impugnada e venceu a eleição para o Rajya Sabha do estado de Andra Pradexe.
Em 29 de maio de 2016, ela foi uma dentre os 12 candidatos nomeados pelo BJP para contestar as eleições para o Rajya Sabha, em 11 de junho de 2016. Ela disputou as eleições de Karnataka com êxito. Em 3 de setembro de 2017, ela foi elevada à segunda mulher do Ministério da Defesa da Índia.

## Vida pessoal
Ela conheceu seu marido, Parakala Prabhakar, enquanto estudava na Universidade Jawaharlal Nehru.
Em 1991, Nirmala e seu marido voltaram para a Índia, a partir do Reino Unido, e mudaram-se para Narsapuram, no litoral de Andra Pradexe. Nirmala, que estava esperando seu primeiro filho, mais tarde mudou para Chennai. Ela ficou internada no hospital por mais de uma semana, devido aos distúrbios provocados pelo assassinato de Rajiv Gandhi, em maio de 1991.
Nirmala é uma membra fundadora da Escola Pranava em Hyderabad e foi membra da Comissão Nacional para as Mulheres de 2003-2005. Foi durante sua passagem pela Comissão Nacional para a Mulher que ela entrou em contato com Sushma Swaraj, que soou Nirmala para um papel na BJP.